# Lista de sobremesas e doces japoneses

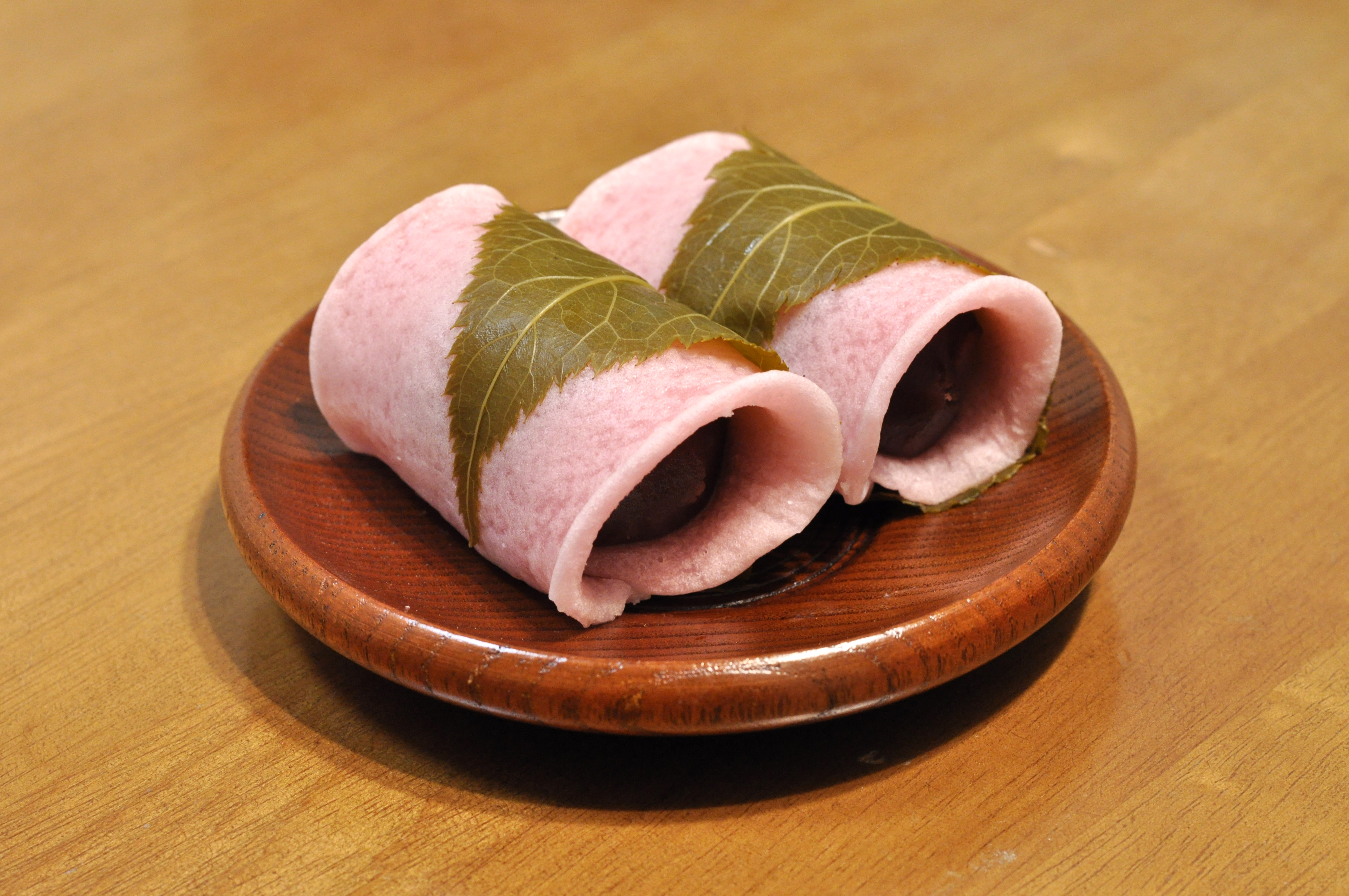
Sakuramochi

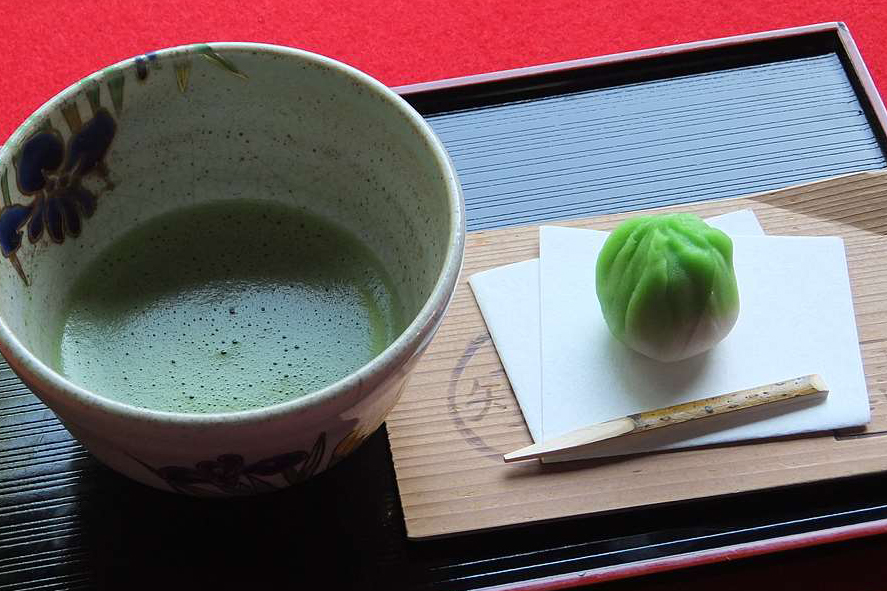
Wagashi para serem servidos durante uma cerimônia do chá Japonesa

Na culinária japonesa, doces tradicionais são conhecidos como wagashi. Inicialmente, o termo kashi se referia apenas a frutas e nozes.
Os pratos se caracterizam por serem menos doces, gordurosos e levarem menos laticínios na prepração do que a confeitaria clássica ocidental. Costumam ser elaborados com ingredientes típicos do Japão, como pasta de feijão azuki, flores de cerejeira, kuzu, agar e miso; e em vez de se basear pesadamente no uso da farinha de trigo, são usados cereais e grãos como o arroz, feijão vermelho e soja. Devido ao fato de muitos desses ingredientes possuírem gosto adquirido, os doces japoneses não costumam ser vendidos ou apreciados com frequência em países do Ocidente. 
Dá-se o nome yogashi aos doces japoneses ocidentalizados. Esses são feitos com base em sobremesas de outros países - principalmente da França e dos Estados Unidos - com leves adaptações na receita, a fim de agradar ao paladar dos japoneses: porções de tamanho reduzido; menor quantia de açúcar adicionada no preparo; alterações na apresentação visual do prato, etc.
Os doces japoneses costumam ter textura gelatinosa e não serem muito doces, de forma que o sabor dos ingredientes-chave sejam mais perceptíveis do que o açúcar. Na verdade, o açúcar branco é raramente utilizado, com açúcar mascavo, mel e outros adoçantes sendo utilizados mais comumente em seu lugar.

## Sobremesas

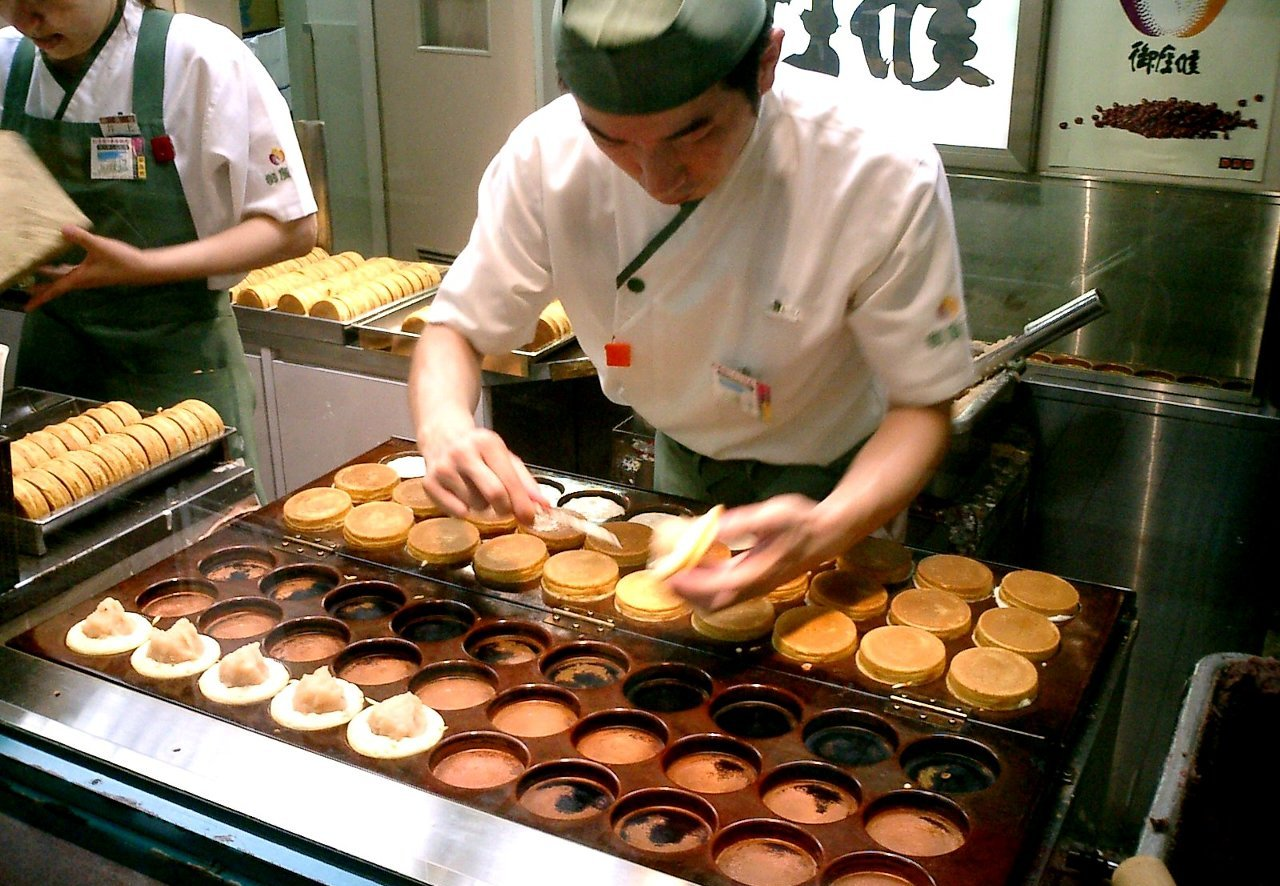
Imagawayaki (gozasōrō) sendo preparado em uma loja em Sannomiya, Kobe, Japão

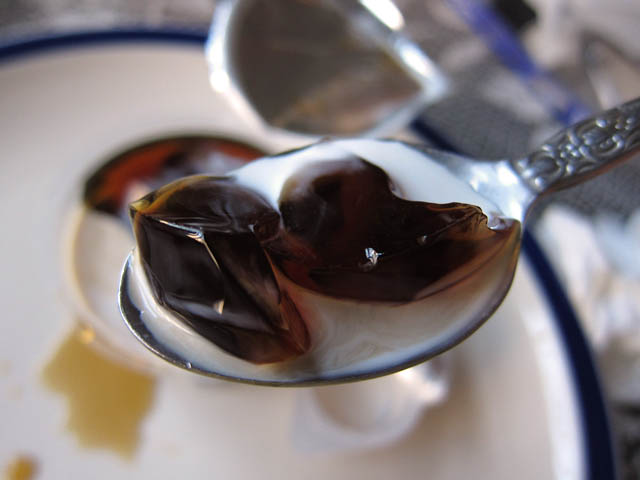
Gelatina de café é uma popular sobremesa

- Anmitsu: pequenos cubos de gelatina de agar dissolvida em água ou suco de frutas
- Anpan: espécie de pão doce recheada com pasta de feijão
- Castella: torta simples de pão de ló
- Chinsuko: biscoitos semelhantes aos biscoitos amanteigados ocidentais
- Gelatina de café
- Gelatina de hakuto: gelatina feita com o suco do pêssego Hakuto, originário de Okayama
- Imagawayaki: bolo tradicionalmente recheado com pasta de feijão, creme de baunilha ou conservas de fruta
- Melonpan: um tipo de pão com uma crosta dura, cuja aparência é semelhante à casca do melão
- Sorvete de chá verde
- Sorvete de mochi
- Sata andagi: pão frito, como bolinho de chuva, típico de Okinawa

## Wagashi

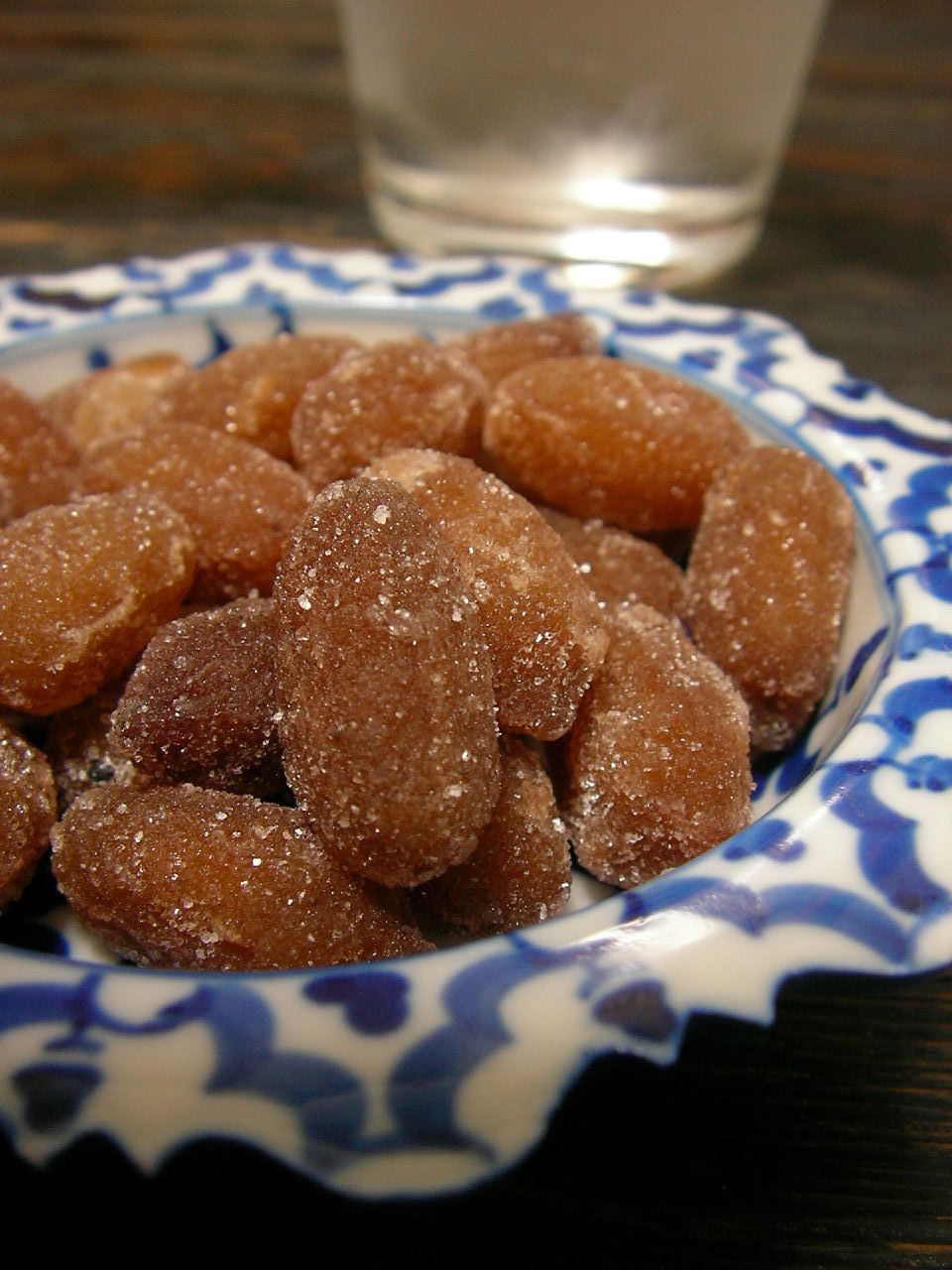
Amanatto de amendoim

Wagashi é o termo dado para os doces tradicionais japoneses, que são frequentemente servidos para acompanhar chás - usualmente chá verde, após as refeições. Os mais comuns são os tipos feitos de mochi, anko (pasta de feijão azuki), e frutas. Wagashis normalmente são feitos inteiramente a partir de ingredientes de origem vegetal.
A disseminação da cultura de  wagashi no Japão se deu por volta do século XVII. Influenciados pelo uso do açúcar como moeda de troca, pela cultura do chá chinesa e pela popularidade dim sum (lit. um pouco de tudo, prato típico da culinária da China composto de pequenas porções de diferentes aperitivos), a confeitaria do Japão cresce vertiginosamente durante o período Edo.
Os wagashi tradicionalmente são extremamente presentes em cerimônias, e são servidos e dados de presente em ocasiões como funerais, casamentos e festivais.

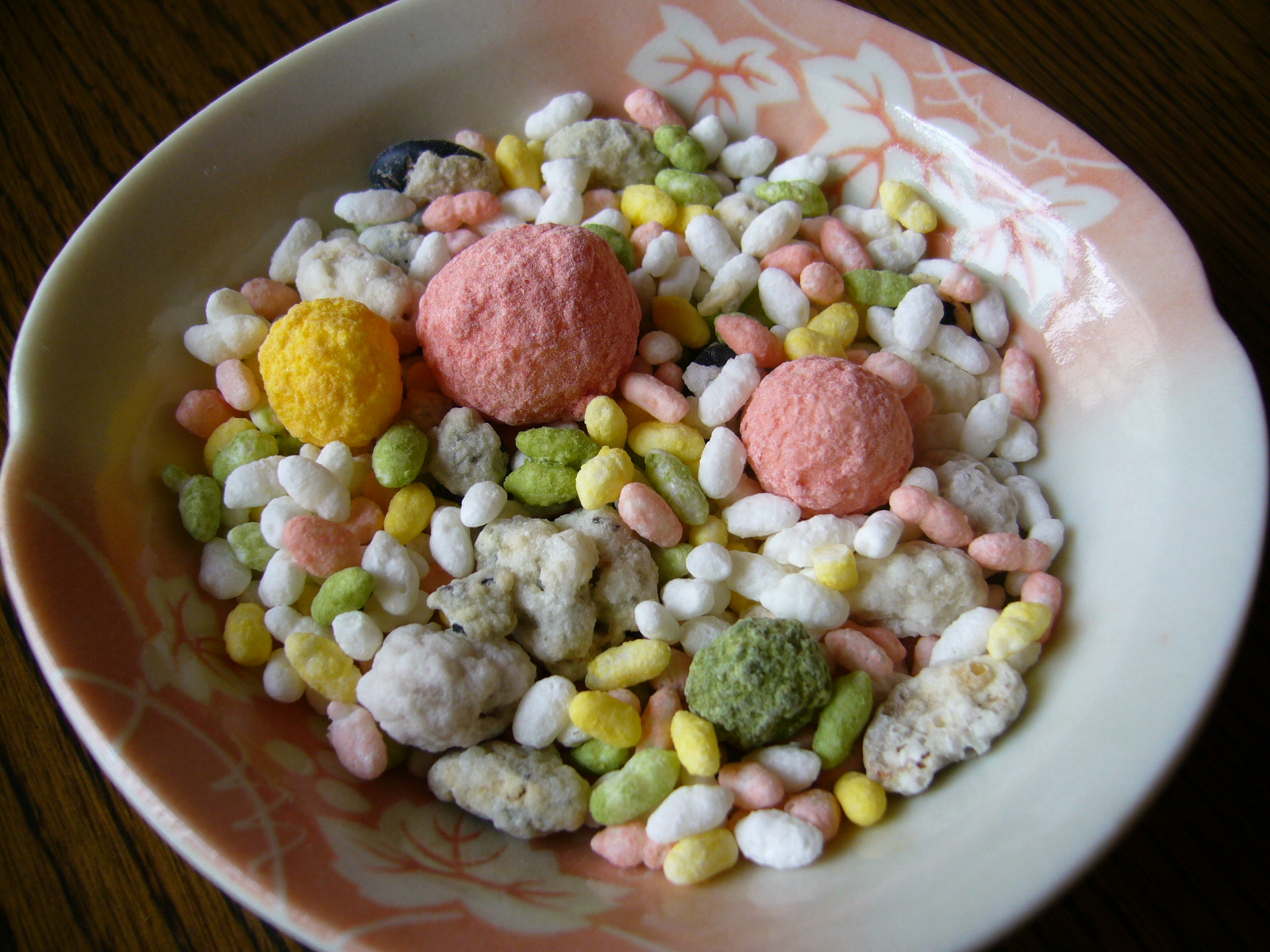
Arare é um tipo de biscoito feito de arroz glutinoso e temperado com molho de soja. Existem variedades doces e salgadas.

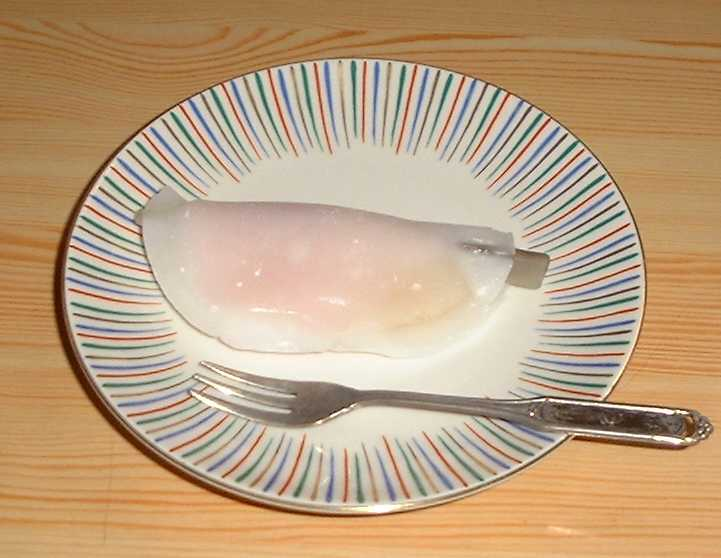
Hanabiramochi é um doce japonês comido geralmente no início do ano.

- Akumaki
- Amanattō
- Arare
- Botamochi
- Beika
- Chitoseame
- Daifuku
- Dango
- Dorayaki
- Gionbō
- Gyūhi
- Hanabiramochi
- Higashi
- Hishi mochi

- Imagawayaki
- Kanten
- Karinto
- Karukan
- Konpeitō
- Kusa mochi
- Kuzumochi
- Keiran Soumen
- Manjū
- Mizuame
- Monaka
- Namagashi
- Pasta de feijão vermelho
- Sopa de feijão vermelho
- Sakuramochi
- Senbei
- Suama
- Taiyaki
- Tokoroten
- Uirō
- Warabimochi
- Wasanbon
- Yatsuhashi
- Yōkan
- Yubeshi